# احتجاجات البرازيل 2013
احتجاجات البرازيل 2013 هي احتجاجات شعبية جارية في عدة مدن برازيلية، بدأتها حركة تذكرة مجانية، وهي كيان محلي ينادي بمجانية المواصلات العامة. نُظمت المظاهرات في البدء احتجاجًا على الزيادة في تذاكر الحافلات والقطارات والمترو في بعض المدن البرازيلية، وقد ضمت أسباب أخرى للاحتجاج مثل قمع الشرطة للمتظاهرين. بحلول منتصف يونيو، أصبحت الحركة الاحتجاجية الأضخم منذ مظاهرات 1992 ضد رئيس البلاد في ذلك الوقت، فيرناندو كولور ميلو. وكما هو الحال في احتجاجات تركيا 2013، لعب وسائط الإعلام الاجتماعي دورًا بارزًا في تنظيم الاحتجاجات وإبقاء المتظاهرين على اتصال مع بعضهم البعض.

## خط زمني للأحداث

### 20 يونيو
سقط أول قتيل في الاحتجاجات بعد دهسه من سيارة مدنية مع اثنين آخرين. وشارك في المظاهرات في شتى أنحاء البلاد حوالي 800 ألف مواطن. ألغت الرئيسة روسيف زيارة كانت مقررة إلى اليابان. وحاول متظاهرون اقتحام مبنى وزارة الخارجية في مدينة برازيليا إلا أن الشرطة تصدت لذلك. وفي ساو باولو، اشتبكت قوات الشرطة مع متظاهرين أمام مقر البلدية، واستخدمت الشرطة الغاز المسيل للدموع والرصاص المطاطي.

### 22 يونيو
حدثت مظاهرة في مدينة بيلو هوريزونتي شارك فيها نحو 70 ألف شخص. وقد سعى المتظاهرون إلى اختراق الطوق الأمني حول ملعب تقام فيه مباراة لكأس القارات في كرة القدم. استخدمت الشرطة الغاز المسيل للدموع في مواجهة المتظاهرين الذي رشقوا أفراد الشرطة بالحجارة.
وخرجت الرئيسة البرازيلية ديلما روسيف في خطاب متلفز وقالت أنها ستدعو رؤساء البلديات والمدن الكبرى إلى وضع ميثاق كبير لتحسين الخدمات العامة، وأكدت أن حكومتها تستمع للأصوات الديمقراطية المطالبة بالتغيير، وقالت أيضًا أنها لن تسمح بأن تلطخ أقلية عنيفة ومستبدة حركة ديمقراطية وسلمية، من خلال تدمير التراث العام والخاص .كما أعلنت أنها ستقابل قادة الاحتجاجات.

### 24 يونيو
اقترحت الرئيسة ديلما روسيف إجراء استفتاء عام لتشكيل جمعية تأسيسية بهدف إجراء «إصلاح سياسي» في البلاد، وجرت مظاهرات في بونسوسيسو، أعقبتها عمليات سرقة جماعية، ووقع ستة قتلى من المجرمين وشرطي واحد.

### 26 يونيو
وفقًا للسلطات، تظاهر 40 ألف شخص على بعد ثلاثة كيلو مترات من ملعب تقام فيه مباراة ما قبل نهائي كأس العالم للقارات. واستخدمت الشرطة الغاز المسيل للدموع. وأمام مبنى الكونغرس في برازيليا، رمى المحتجون رجال الشرطة بكرات القدم احتجاجًا على الحكومة التي أنفقت مليارات لبناء استادات جديدة لبطولات كرة القدم العالمية.

## ردود فعل دولية

### دول
- تركيا: قال رئيس الوزراء التركي رجب طيب أردوغان يوم 22 يونيو إن «نفس اللعبة التي عانت منها تركيا تمارس في البرازيل الآن بنفس الشعارات والتحريض على مواقع التواصل الاجتماعي وأيضًا بنفس الإعلام الدولي، أن المتظاهرين في البرازيل تحركهم نفس الدوائر التي تلعب في تركيا، وهم يحاولون الآن في البرازيل تحقيق ما لم يستطع نظراؤهم في تركيا تحقيقه بنفس اللعبة ونفس المؤامرة ونفس النوايا.»[6]

## وصلات خارجية
- احتجاجات البرازيل 2013  - ويكيميديا كومنز